# São Miguel do Anta
São Miguel do Anta est une municipalité brésilienne de l'État du Minas Gerais et la microrégion de Viçosa.